# Булгакова, Майя Григорьевна
Ма́йя Григо́рьевна Булга́кова (19 мая 1932, Буки, Киевская область — 7 октября 1994, Москва) — советская и российская актриса театра и кино; народная артистка РСФСР (1977).

## Биография
Родилась 19 мая 1932 года в селе Буки (Киевская область, Украинская ССР). В 1941 году семья Булгаковых переехала в Краматорск, сюда же они позже вернулись из эвакуации. В Краматорске Булгакова окончила среднюю школу №11 (женскую гимназию).
В 1955 году окончила ВГИК (мастерская Бориса Бибикова и Ольги Пыжовой) и начала работать в Театре-студии киноактёра.
В 1956 году дебютировала в кино в фильме Григория Рошаля «Вольница». Также пела на эстраде с оркестром Леонида Утёсова и получила приз на Всемирном фестивале молодёжи и студентов в Москве в 1957 году.
После десятилетия простоя и эпизодов первой крупной работой актрисы в кино стала лента «Крылья» (1966). В 1967 году исполнила роль санитарки Марии в фильме Глеба Панфилова «В огне брода нет».
Ещё одной удачей стала роль Катерины Ивановны в фильме «Преступление и наказание» (1969) и Лущилихи в фильме «Цыган» (1979).

Мемориальная табличка Майи Булгаковой в Краматорске

Жила в Москве на улице Черняховского, дом 5.

### Авария
1 октября 1994 года Майя Булгакова и Любовь Соколова попали в аварию — машина, на которой их везли на концерт, врезалась в столб. Водитель погиб на месте, актрисы оказались в реанимации. Соколова была выписана через несколько недель, а Булгакова спустя несколько дней скончалась, не приходя в сознание. Актрисе было 62 года.
Похоронена на 6-м участке кладбища «Ракитки» (Москва) рядом с мужем, которого она пережила всего на три месяца.

## Семья
- Первый муж — Анатолий Ниточкин (1932—2001), кинооператор, кинорежиссёр.
  - Дочь — Зинаида (род. 1956), редактор.
- Второй муж — Алексей Габрилович (1936—1995), кинорежиссёр, сын киносценариста Е. И. Габриловича.
  - Дочь — Мария Габрилович (род. 24.02.1965), адвокат.
- Третий муж — Александр Сурин (1939—2015), кинорежиссёр.
- Четвёртый муж — Петер Добиас (1937—1994), австрийский коммунист, переехавший ради Булгаковой в Москву.

## Фильмография
1. 1956 — Вольница — Оксана
2. 1957 — Тугой узел
3. 1957 — Летят журавли — солдатка на перроне
4. 1958 — Хождение по мукам — Агриппина
5. 1960 — Первое свидание — Клава
6. 1960 — Воскресение — Анисья
7. 1961 — Повесть пламенных лет — Алена Ступакова
8. 1961 — Выше неба — мама Пети
9. 1961 — Горизонт — Шура
10. 1961 — Две жизни — секретарь Выборгского Совета
11. 1962 — Суд сумасшедших — Грета Норман
12. 1962 — Люди и звери — Галя
13. 1962 — Ход конём — Лиза (нет в титрах)
14. 1964 — Русский лес
15. 1964 — Лёгкая жизнь — эпизод
16. 1965 — Мы, русский народ — мать
17. 1966 — Скверный анекдот — глухонемая
18. 1966 — Чёрт с портфелем — Любовь Федулова
19. 1966 — Последний месяц осени — Галя
20. 1966 — Крылья — Надежда Степановна Петрухина
21. 1967 — И никто другой — Марья Сергеевна Казанкова
22. 1967 — Скуки ради — Арина
23. 1967 — В огне брода нет — Мария
24. 1968 — Случай из следственной практики — эпизод
25. 1969 — Люди как реки
26. 1969 — Мальчишки — Горбачёва
27. 1969 — Мистер-Твистер — Марфа
28. 1969 — Я его невеста — Мария Степановна
29. 1969 — Варькина земля — Паша Ткаченко
30. 1969 — Преступление и наказание — Катерина Ивановна
31. 1969 — Сердце Бонивура — Глафира Наседкина, мать Насти
32. 1969 — Последние каникулы — мать Бориса и Данилы
33. 1970 — Витька — директор школы
34. 1970 — Посланники вечности — унтер-офицер женского батальона
35. 1970 — Впереди день — тётя Поля
36. 1970 — Нечаянная любовь — мать Алёны
37. 1971 — О друзьях-товарищах — Марья Алексеевна
38. 1971 — Хлеб и соль
39. 1971 — Лада из страны берендеев — бабушка Лады, добрая Баба Яга
40. 1971 — Лето рядового Дедова — Ефросинья Петровна Подберёзкина
41. 1971 — Пристань на том берегу — Лида
42. 1971 — Егор Булычов и другие — Ксения, жена Булычова
43. 1972 — Проверка на дорогах — крестьянка
44. 1972 — Смертный враг — Евдоха
45. 1972 — Вера, Надежда, Любовь — Таисия Павловна
46. 1972 — Разрешите взлёт! — Валентина Андреевна, жена Сахно
47. 1972 — Красно солнышко — Нюра
48. 1972 — Перевод с английского — Виолетта Львовна, учительница английского языка — главная роль
49. 1972 — Доверие — Прудничиха
50. 1972 — Завтра будет поздно… — женщина в трауре
51. 1972 — Принц и нищий — Дженни Кенти, мать Тома
52. 1972 — Здесь нам жить
53. 1973 — С тобой и без тебя — Дарья
54. 1973 — Тартак — Наста
55. 1973 — Ринг — Мария Васильевна Федякина
56. 1973 — О тех, кого помню и люблю — тётя Маша
57. 1973 — Назначение — Степановна
58. 1974 — Ищу мою судьбу — Вера Владимировна Заостровцева
59. 1974 — Врача вызывали? — Глафира Васильевна, пенсионерка
60. 1974 — Ваши права? — режиссёр
61. 1974 — Водопад — Шура
62. 1974 — Личная жизнь
63. 1974 — Морские ворота — пассажирка поезда
64. 1975 — Чужие письма — мама Зины
65. 1975 — Вестерн Венька — охотник за шпионами — Нюра
66. 1975 — Все улики против него — Анна Васильевна
67. 1975 — Когда дрожит земля — Нина Гриценко
68. 1975 — Назначаешься внучкой — соседка деда Тимофея
69. 1975 — Роса — Анюта
70. 1975 — Ар-хи-ме-ды! — мать Алексея и Тани
71. 1975 — На всю оставшуюся жизнь — Дуся
72. 1975 — Кто, если не ты? — Наталья Фёдоровна Батова
73. 1976 — Строговы — Марфа
74. 1976 — Кадкина всякий знает — Нюрка
75. 1977 — Будёновка — Бабуниха
76. 1977 — Так начиналась легенда — Ксения Герасимовна
77. 1977 — Женитьба — Арина Пантелеймоновна
78. 1977 — Фронт за линией фронта — жена Лосёнка
79. 1977 — Предательница — мама Саши Галкина
80. 1978 — Прыжок с крыши — Анна Александровна Лобешкина
81. 1978 — Подарок судьбы — Анна Гавриловна
82. 1978 — Обочина — Катерина Семёновна
83. 1978 — А счастье рядом — Варвара, двоюродная сестра Захара
84. 1978 — Люди на земле — Ульяна Джулай
85. 1978 — Снег в трауре — Мария Лавалу
86. 1978 — Соль земли — Марья Григорьевна
87. 1978 — Недопёсок Наполеон III — продавщица сельмага
88. 1979 — На новом месте — Прасковья
89. 1979 — Особо важное задание — Авдотья Даниловна
90. 1979 — Осенняя история — Марья Петровна
91. 1979 — Цыган — Лущилиха
92. 1979 — Приключения Электроника — директор школы
93. 1980 — Старые долги — Анна Семёновна
94. 1980 — Юность Петра — мать Бровкиных
95. 1980 — Расследование — Лаптева
96. 1980 — Встречи с 9 до 9 — профессор из Ленинграда
97. 1981 — Депутатский час — Анастасия Григорьевна
98. 1981 — Вот такая музыка — соседка Нюры
99. 1981 — Всем — спасибо! — Клавдия Степановна
100. 1981 — Василий и Василиса — Авдотья
101. 1981 — Крупный разговор — мать Степчака
102. 1981 — Прощание — Настасья, подруга Дарьи
103. 1981 — Осенняя дорога к маме — Мария
104. 1981 — Лесная песня. Мавка — мать Лукаша
105. 1982 — Солнечный ветер — Анастасия Фёдоровна, старший лаборант
106. 1982 — По законам военного времени — мать Бори
107. 1982 — Человек, который закрыл город — кадровик
108. 1982 — Баллада о доблестном рыцаре Айвенго — Уилфрида, дочь убитого Торкиля Вольфгангера
109. 1983 — Признать виновным — пострадавшая
110. 1983 — Короткие рукава — тётя Клава, нянечка в детдоме
111. 1983 — Петля — мать Мухина
112. 1984 — Рябиновые ночи — Мария Яковлевна, председатель колхоза
113. 1984 — Через все годы — Елена Степановна Дёмина
114. 1985 — Внимание! Всем постам… — жена пьяницы
115. 1985 — Грядущему веку — заведующая магазином (3 серия)
116. 1985 — Дайте нам мужчин! — баба Поля
117. 1985 — Картина — Чистякова
118. 1985 — Матвеева радость — Самохвалиха
119. 1985 — Прощание славянки — Герасимова
120. 1985 — Непохожая — заведующая детсада
121. 1986 — Право любить
122. 1986 — Скакал казак через долину — Евдокия Кузьминична Бородай
123. 1986 — Время свиданий — Михайловна
124. 1986 — Где-то гремит война — Дарья Митрофановна
125. 1987 — Катенька — Дарья
126. 1987 — Поражение — Вера Матвеевна, учёная
127. 1987 — Соломенные колокола — Меланка
128. 1989 — Не сошлись характерами — Кира Петровна
129. 1989 — Следствие ведут ЗнаТоКи. Мафия — Любовь Николаевна Хомутова
130. 1989 — Женщины, которым повезло — Анастасия
131. 1990 — Испанская актриса для русского министра — соседка
132. 1990 — Очарованный странник — Сердюкова
133. 1990 — Дина — Гавриловна
134. 1990 — Мои люди — бабушка Инны
135. 1990 — Адвокат (Убийство на Монастырских прудах) — тётка Тамара
136. 1990 — Лебединое озеро. Зона — старая женщина
137. 1990 — Похороны Сталина — «жена Сталина»
138. 1991 — Бес
139. 1991 — Медовый месяц
140. 1992 — Мелодрама с покушением на убийство — мать Довганя
141. 1992 — Фиктивный брак — врач
142. 1992 — Прощение — Дарья Сергеевна
143. 1992 — Овен
144. 1993 — Американский дедушка — квартирная хозяйка
145. 1994 — Хоровод — Дарья Дулова
146. 1994 — Скорость падения — мать Христы
147. 1995 — Домовик и кружевница — Акулина Алексеевна
148. 1996 — Красная мафия (Mafia rouge) — Нюша

### Телеспектакли
- 1975 — Мальчик со шпагой (многосерийный телеспектакль) — Татьяна Михайловна
- 1978 — Та сторона, где ветер (фильм) — мать Яшки

### Озвучивание мультфильмов
- 1964 — Кто виноват? — мама девочки

## Награды
- Диплом «за лучшее исполнение женской роли» на фестивале Закавказских республик и Украины (1968) — за участие в фильме «Скуки ради»[источник не указан 1235 дней]
- Почётное звание «Заслуженная артистка РСФСР» (29 сентября 1969) — за заслуги в области советской кинематографии[5]
- Почётное звание «Народная артистка РСФСР» (7 января 1977) — за заслуги в области советского киноискусства[6].

## Память
- «Майя Булгакова. „Больше, чем любовь“» («Культура», 2004)[7]
- «Майя Булгакова. „Не родись красивой“» («Культура», 2006)[8]
- «Майя Булгакова. „Острова“» («Культура», 2012)[9]
- «Две жизни Майи Булгаковой» («ТВ Центр», 2018)[10]
- «Майя Булгакова. „Частная история“» («Москва 24», 2021)[11]
- «Майя Булгакова. „Раскрывая тайны звёзд“» («Москва 24», 2021)[12]
- «Майя Булгакова. „Главный день“» («Звезда», 2021)[13]